# 翼弧蚤
翼弧溞（学名：Daphnia lumholtzi）为溞科溞属的动物。分布于斯里兰卡、阿富汗、澳大利亚、俄罗斯、埃及、赞比亚、罗得西亚、马拉维以及中国大陆的云南等地，一般栖息于小型湖泊、水库和缓流的河口和河道中以及在盐分很微的咸淡水中也可见到。